# Karl Bachem

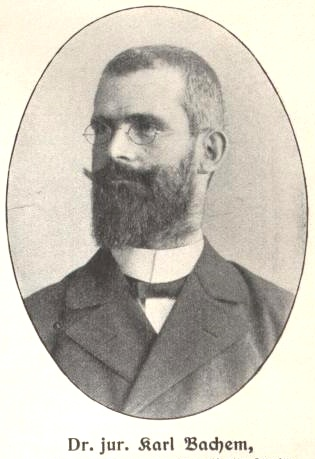
Karl Bachem, 1910

Karl Josef Emil Bachem (* 22. September 1858 in Köln; † 11. Dezember 1945 in Burgsteinfurt) war ein deutscher Rechtsanwalt und Politiker der Deutschen Zentrumspartei.

## Leben und Wirken
Karl Bachem war der Sohn des Kölner Verlegers Joseph Bachem (1821–1893) und dessen Gattin Katharina geb. Degen (1831–1921). Der Vater leitete den J.P. Bachem Verlag, in dem die Kölnische Volkszeitung, eine führende Tageszeitung der deutschen Katholiken, erschien. Nach dem Abitur 1876 studierte Karl Bachem Jura in Straßburg und Berlin, als Student wurde er aktives Mitglied der katholischen Studentenverbindungen K.St.V. Frankonia-Straßburg und K.St.V. Askania Berlin im KV, dem er zeitlebens die Treue hielt.
Nach den beiden juristischen Staatsexamen, Promotion 1880 und Militärdienst ließ er sich in Köln 1887 als Rechtsanwalt nieder. Da er intensiv in der Zentrumspartei sowie dem Volksverein für das katholische Deutschland mitarbeitete, wurde er in Krefeld 1890 als Zentrumsabgeordneter in den Reichstag des Deutschen Kaiserreiches gewählt. Er war damals mit 32 Jahren der jüngste Abgeordnete im Reichstag, 1893 wurde er auch Mitglied des Preußischen Abgeordnetenhauses, dem er bis 1904 angehörte. Karl Bachem war an der Abfassung des neuen BGB, das 1900 in Kraft trat, maßgeblich beteiligt, insbesondere für das neue Ehe- und Familienrecht des BGB war er Kontaktmann des Zentrums zum Vatikan.
In der Zentrumspartei gehörte Bachem zum sog. Reformflügel und befürwortete ausdrücklich eine interkonfessionelle Partei. Als Präsident des 44. Katholikentages 1897 in Landshut forderte er die Katholiken auf, ihr Ghetto zu verlassen.
Ab 1906 war Bachem nicht mehr Abgeordneter und zog sich aus der aktiven Politik zurück. Von 1915 bis 1920 war er Redakteur bei der Kölnischen Volkszeitung. Ab 1918 arbeitete er an seinem Lebenswerk, der Geschichte der Zentrumspartei, deren 9. und letzter Band 1932 erschien. Diese Zentrumsgeschichte ist nach Ansicht des Historikers Rudolf Morsey (1966) „streckenweise heute noch die beste Darstellung innenpolitischer Zusammenhänge im Wilhelminischen Deutschland.“ Für die Geschichte der Zentrumspartei sei sie „bis heute unverzichtbar“, urteilten die Mainzer Historiker Linsenmann und Raasch 2015.
Karl Bachem war verheiratet mit Katharina Roeckerath, Tochter des Zentrumspolitikers und Unternehmers Peter Joseph Roeckerath, über den er auch eine Biographie verfasste. Nach ihrem Tod vermählte er sich 1908, in zweiter Ehe, mit Tilla Du Mont, aus der gleichnamigen Verlagsfamilie. Der Zentrumspolitiker und Verleger Julius Bachem war sein Cousin.

## Veröffentlichungen
- Der Unterschied zwischen dem Furtum des römischen Rechtes und dem Diebstahl nach dem deutschen Reichs-Strafgesetzbuch besonders in ihren Beziehungen zum System des Privat-Rechtes (Dissertation Universität Göttingen). J. P. Bachem, Köln 1880 (Digitalisat).
- Josef Bachem. Seine Familie und die Firma J.P. Bachem in Köln. Die Rheinische und die Deutsche Volkshalle. Die Kölnischen Blätter und die Kölnische Volkszeitung. Zugleich ein Versuch der Geschichte der katholischen Presse und ein Beitrag zur Entwicklung der katholischen Bewegung in Deutschland. 2 Bände. Köln 1912/1938 (Digitalisat Band 1, Band 2).
- Die Zentrumspartei. In: Handbuch der Politik, Berlin und Leipzig 1914
- Politik und Geschichte der Zentrumspartei. Köln 1918.
- Vorgeschichte, Geschichte und Politik der deutschen Zentrumspartei. 9 Bände. Köln 1927–1932.
- Hans-Ulrich Wiese (Hrsg.): Peter Joseph Roeckerath und St. Agnes. Eine Biographie von Carl Bachem (1906) und ein Beitrag über Carl Rüdell. Marzellen-Verlag, Köln 2005, ISBN 978-3-937795-05-8